# المعهد العالي للرياضة والتربية البدنية بقصر سعيد
لمعهد العالي للرياضة والتربية البدنية بقصر سعيد هو إحدى مؤسسات التعليم العالي بتونس وهو تحت إشراف مشترك بين وزارتي الشباب والرياضة، والتعليم العالي والبحث العلمي عن طريق جامعة منوبة. وهو مختص في علوم وتقنيات الأنشطة البدنية والرياضية ويقوم بتكوين المدرسين المختصين في الأنشطة البدنية والرياضية في المؤسسات التعليمية المختلفة فضلا عن رسكلة وتحسين مستوى الحكام والمدربين إلى جانب تكوين المتفقدين والمرشدين البيداغوجيين.

## تاريخه
بعث هذا المعهد عام 1957 تحت اسم المعهد الوطني للتربية البدنية والرياضة وكان يوجد مقره خلال السنتين الأوليين من وجوده بحي العمران ثم تحول إلى مقره الحالي عام 1959. وقد تغيرت تسميته عدة مرات وصولا إلى تسميته الحالية عام 2007
وقد تخرجت من المعهد أجيال من معلمي وأساتذة الرياضة والممرنين، قبل أن يمنح الدكتوراه في الرياضة بدءا من عام 1996.

## وصلة خارجية
- موقع المعهد على الانترنت.
- المعهد العالي للرياضة والتربية البدنية بقصر السعيد يحتفل بمرور 50 عاما على تاسيسه.

1. ↑  وصلة مرجع: https://mes.tn.